# إيتاغوي
إيتاغوي مدينة وبلدية في كولومبيا تقع جنوب وادي أبورا في إدارة أنتيوكيا ، وهي جزء مما يُسمى بالمنطقة الحضرية لوادي أبورا ، تحدها بلديات ميديلين وإنفيغادو من الشرق ، وإنفيغادو وسابانيتا ولا إستريلا من الجنوب ، ولا إستريلا وميديلين من الغرب .